# Theodor Osterkamp

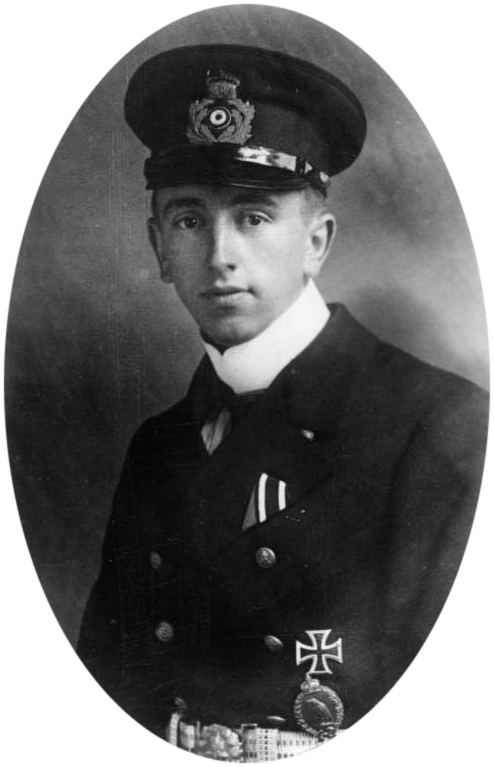
Theodor Osterkamp, 1918

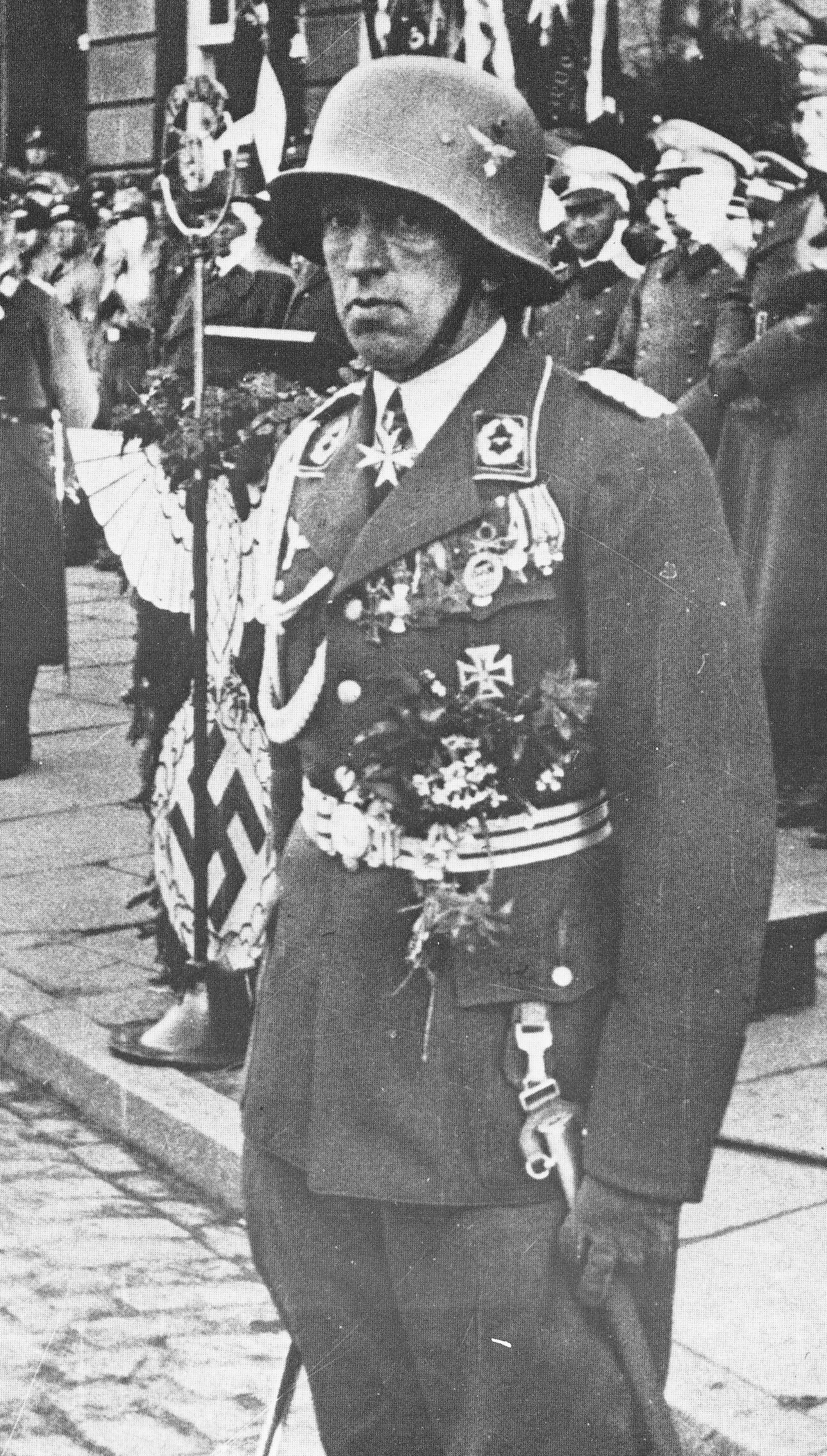
Theo Osterkamp als Major und erster Kommandant des Fliegerhorstes Werl, 1936

Theodor Osterkamp (* 15. April 1892 in Rölsdorf; † 2. Januar 1975 in Baden-Baden) war ein erfolgreicher Jagdflieger im Ersten Weltkrieg in der Kaiserlichen Marine und im Zweiten Weltkrieg Generalleutnant der Luftwaffe der Wehrmacht. Der mit Manfred von Richthofen befreundete Osterkamp errang im Ersten Weltkrieg 32 Luftsiege. Im Zweiten Weltkrieg kämpfte er als Kommodore des Jagdgeschwaders 51 in der Luftschlacht um England, wo er weitere sechs Luftsiege errang. Osterkamp war einer von zwei bekannten deutschen Jagdfliegern (der andere war Harry von Bülow-Bothkamp), die in beiden Weltkriegen den Status Ass (mind. 5 Abschüsse) erreichten.

## Leben
Paul Louis Theodor Osterkamp wurde 1892 als zweiter Sohn des Fabrikbesitzers Hermann Osterkamp und der Anna Wilhelmine geb. Blank in Rölsdorf bei Düren geboren. Der beruflichen Aktivitäten des Vaters halber (der erster Prokurist der neu gegründeten Ascherslebener Maschinenbau-Aktiengesellschaft AMA wurde) wuchs Osterkamp ab etwa 1898 in Aschersleben auf und verbrachte einen Großteil seiner Schulzeit dort (war aber nicht dort geboren worden, wie häufig in diversen Quellen angegeben). Sein Vater war ab 1901 wieder Fabrikdirektor, denn die Abteilung für Dampfkessel und Dampfmaschinen war aus der AMA ausgegliedert worden, und die Familie Osterkamp wohnte beim Fabrikgelände in der Weststraße 25. Aus Klassenfotos geht hervor, dass Theodor Osterkamp um 1901 die Sexta gymnasialis in Aschersleben besuchte und bis zur Obersekunda dort blieb. Ab 1911 besuchte er das herzogliche Friedrichs-Gymnasium in Dessau und absolvierte dort die Unterprima und Oberprima als die letzten zwei Schuljahre. Seine Schulkameraden in Dessau waren unter anderem die späteren Flieger Oswald Boelcke und Gotthard Sachsenberg. Später studierte er Forstwirtschaft in Düren. Zu der Zeit wohnte er wieder in Rölsdorf.

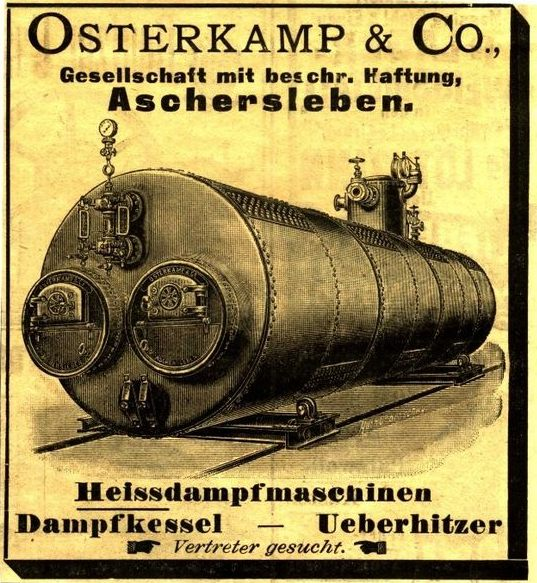
Werbeanzeige der Osterkamp GmbH (1901)

Osterkamp trat während des Ersten Weltkriegs am 14. August 1914 in das Marinefliegerkorps ein, wo er in der II. Marine-Flieger-Abteilung in den Flandernschlachten 1915/16 zunächst als Beobachter, dann auch als Pilot eingesetzt war. Als erster Flugzeugführer steuerte er 1917 ein Landflugzeug zu einem Aufklärungseinsatz nach Großbritannien. 1917 wurde er bei den Marinefliegern in Putzig zum Jagdflieger ausgebildet und zu Sachsenbergs Marine-Jagdstaffel 1 versetzt. Im März 1917 unternahm er Flugversuche mit der Junkers J 7. Im Juni zum Leutnant zur See der Reserve befördert, übernahm Osterkamp am 15. Oktober 1917 die Führung der Marine-Jagdstaffel 2. Als erfahrener Jagdflieger nahm er am 11. Juli 1918 beim Vergleichsfliegen in Adlershof teil und testete die Junkers J 7 und die J 9. Osterkamp erzielte 32 Luftsiege und wurde am 2. September 1918 mit dem Orden Pour le Mérite ausgezeichnet. Vorher hatte er bereits beide Klassen des Eisernen Kreuzes sowie das Ritterkreuz des Königlichen Hausordens von Hohenzollern mit Schwertern erhalten.

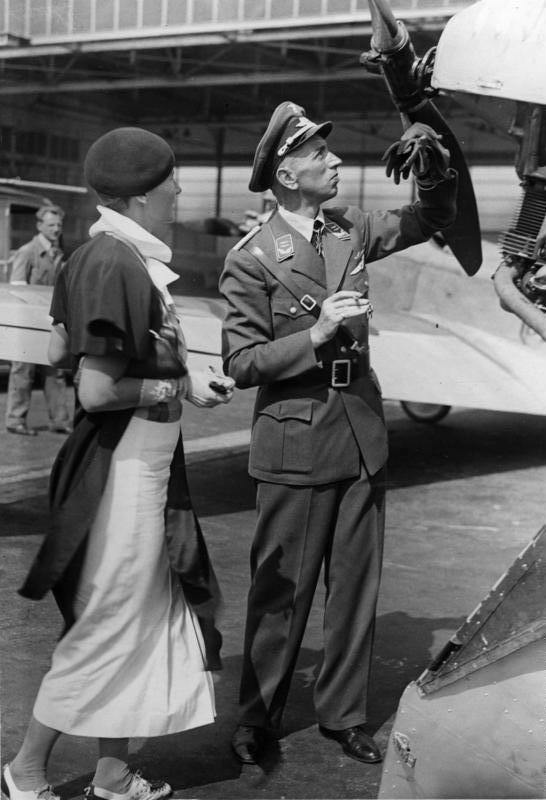
Theodor Osterkamp mit seiner späteren Ehefrau, der Fliegerin Fel Gudrun Pagge (1933)

Am 14. Februar 1919 wurde Osterkamp Ehrenmitglied des Anhaltischen Vereins für Luftfahrt. Im gleichen Jahr kämpfte er mit anderen Freiwilligen, darunter den Jagdfliegern Josef Jacobs und Gotthard Sachsenberg, als Flugzeugführer beim Kurland-Geschwader gegen die Rote Armee. Am 21. Januar 1920 wurde Osterkamp aus dem Militärdienst verabschiedet.
Seit 1927 arbeitete er als Stationsleiter an der Seeflugstation Kiel-Holtenau der Luftdienst GmbH und übernahm 1931 die gleiche Funktion bei der Seeflugstation Norderney. 1933 reaktiviert, übernahm Osterkamp eine führende Rolle beim Aufbau der neuen Luftwaffe und stellte unter anderem die Jagdfliegerschule 1 in Werneuchen bei Berlin auf. Er nahm auch an zivilen Flugwettbewerben der Fédération Aéronautique Internationale teil, wo er 1930 den 11., 1932 den 12. und 1934 den 5. Platz errang. 1938 veröffentlichte Osterkamp eine Autobiographie (Du oder Ich. Deutsche Jagdflieger in Höhen und Tiefen).
Am 19. September 1939 wurde Oberst Osterkamp Geschwaderkommodore des Jagdgeschwaders (JG) 51. Während des Westfeldzugs errang er vier Luftsiege, den ersten am 12. Mai 1940. Am 22. August 1940 erhielt er das Ritterkreuz des Eisernen Kreuzes. Beim „Kanalkampf“ während der Luftschlacht um England erzielte er weitere zwei Abschüsse. Im Juli 1940, nach der Übergabe des Kommandos über das JG 51 an Werner Mölders, wurde Osterkamp zum Generalmajor befördert und war Kommandeur des Jagdfliegerführers 1. Von Dezember 1940 bis Juli 1941 war er Kommandeur des Jagdfliegerführers 2. Am 1. August 1942 übernahm er mit der Beförderung zum Generalleutnant den Luftgaustab z. b. V. Afrika und war vom 5. April 1943 bis zu seiner Ablösung am 15. Juni durch Adolf Galland Jagdfliegerführer Sizilien. Nach einer Reihe weiterer Stabsverwendungen 1944 zum Inspekteur der Luftwaffen-Bodenorganisation ernannt, überwarf sich Osterkamp mit dem Oberkommando der Luftwaffe und wurde am 31. Dezember 1944 entlassen.
Er arbeitete bis 1945 als Forstmeister in Niedersachsen, danach bis zu seiner Pensionierung 1966 als Geschäftsmann. Osterkamp starb am 2. Januar 1975.